# Anzick-1
Anzick-1 é um bebê Paleoamericano cujos restos mortais foram encontrados no centro-sul de Montana, Estados Unidos, em 1968, e datam de 12.707-12.556 anos atrás. A criança foi encontrada com mais de 115 ferramentas feitas de pedra e chifres e polvilhadas com ocre vermelho, sugerindo um enterro honorário. Anzick-1 é o único ser humano que foi descoberto no Complexo Clovis e é o primeiro genoma antigo dos nativos americanos a ser totalmente sequenciado.
A análise paleogenômica dos restos mortais revelou ancestralidade siberiana e uma estreita relação genética com os nativos americanos modernos, incluindo os da América Central e do Sul. Essas descobertas apóiam a hipótese de que os nativos americanos modernos descendem de populações asiáticas que cruzaram a Beríngia entre 32.000 e 18.000 anos atrás.
A descoberta de Anzick-1 e a análise subsequente foram controversas. Os restos mortais foram encontrados em terras privadas, então os pesquisadores não violaram a Lei de Proteção e Repatriação de Túmulos dos Nativos Americanos (NAGPRA) em seu estudo. Mas muitos membros tribais nativos americanos em Montana acreditavam que deveriam ter sido consultados antes dos pesquisadores realizarem a análise do esqueleto e do genoma do bebê.
O Anzick-1 foi enterrado novamente em 28 de junho de 2014 no Vale do Rio Shields em uma cerimônia intertribal. Os inúmeros artefatos de Clovis associados ao primeiro enterro estão arquivados na Sociedade Histórica de Montana em Helena, Montana.

## Descoberta
O local de Anzick foi acidentalmente descoberto por um trabalhador da construção civil em um abrigo de pedra que desabou perto de Wilsall, Montana, em um terreno privado. Os restos mortais foram encontrados na fazenda da família Anzick.
Os restos mortais do Anzick-1 foram encontrados enterrados sob várias ferramentas: 100 ferramentas de pedra e 15 restos de ferramentas feitas de osso. O local continha centenas de pontas de projéteis de pedra , lâminas e bifaces, bem como os restos de dois jovens. Alguns dos artefatos estavam cobertos de ocre vermelho. As pontas de pedra foram identificadas como parte do Complexo de Clovis devido à sua forma e tamanho distintos. Originalmente, os dois esqueletos humanos foram considerados contemporâneos com as pontas de pedra do Complexo Clovis, mas a datação por carbono posterior revelou que apenas um dos esqueletos humanos, Anzick-1, era do período Clovis. O Anzick-1 antecede o outro esqueleto em dois milênios.

## Achados osteológicos
Os restos do esqueleto de Anzick-1 incluíam 28 fragmentos cranianos, a clavícula esquerda e várias costelas. Esses ossos foram descobertos em estados altamente fragmentados; no entanto, a reconstrução parcial do crânio permitiu a estimativa da idade, investigação de indicadores básicos de saúde e algumas informações sobre práticas culturais. Originalmente, os investigadores pensaram que a clavícula esquerda mostrava evidências de cremação, mas uma análise mais aprofundada revelou que a descoloração era o resultado de manchas de água subterrânea e não de fogo. Além disso, todos os restos mortais do Anzick-1 foram manchados com ocre, que mascara a cor natural dos ossos do bebê.

### Estimativa de idade
A idade de morte de um indivíduo pode ser determinada a partir de vários marcadores esqueléticos, incluindo fechamento de sutura craniana, taxas de erupção dentária, taxas de fusão epifisária em ossos longos e outros. Os ossos cranianos se fundem ao longo das linhas de sutura ao longo da vida de cada ser humano e podem ser usados para estimar a idade dos restos mortais na morte. O pequeno tamanho e a falta de fechamento da sutura do crânio de Anzick-1 revelaram que o indivíduo tinha 1–2 anos. A sutura metópica também está presente no osso frontal de Anzick-1. Esta sutura está presente na maioria dos bebês humanos, mas fecha bem antes da idade adulta. A presença de sutura frontal em restos de Anzick-1 corrobora a estimativa de idade de 1–2 anos.

### Marcadores esqueléticos de saúde
Os ossos cranianos também podem ser úteis para detectar evidências de perturbações fisiológicas. Os fragmentos de osso frontal, parietal e occipital reconstruídos de Anzick-1 foram analisados para esses indicadores de saúde; no entanto, o crânio não apresentou evidências de cribra orbitalia ou hiperostose porótica, condições que podem indicar doenças.
A hiperostose porótica é caracterizada por lesões porosas nos ossos parietal, occipital e, às vezes, frontal. Cribra orbitalia é outra lesão esquelética patológica que se manifesta como porosidade no teto orbital. Tanto a hiperostose porótica quanto a cribra orbitalia são indicadores de uma deficiência nutricional que leva à anemia.

### Modificação da abóbada craniana
Muitas culturas usam embalagens e placas para manipular os ossos cranianos maleáveis de bebês em diferentes formas, que podem ter um significado cultural e ritual. Essa prática foi registrada historicamente e em vários contextos bioarqueológicos diferentes nas Américas. A forma da abóbada craniana de Anzick-1 não revelou nenhuma evidência de modificação cultural da abóbada craniana.

## Achados paleogenéticos
Uma equipe de pesquisadores dos Estados Unidos e da Europa conduziu pesquisas paleogenéticas sobre os restos do esqueleto do Anzick-1. Eles sequenciaram o DNA mitocondrial (mtDNA), o DNA nuclear completo e o cromossomo Y, e compararam essas sequências com as de populações modernas em todo o mundo. Os resultados dessas análises permitiram aos pesquisadores tirar conclusões sobre os antigos padrões de migração e o povoamento das Américas.
Essas análises revelaram que o indivíduo era intimamente relacionado aos nativos americanos na América Central e do Sul, em vez de estar intimamente relacionado ao povo do Ártico canadense, como se pensava anteriormente. (Os povos do Ártico são distintos dos nativos americanos do sul, inclusive na parte inferior da América do Norte e nas Américas Central e do Sul.) O bebê também era parente de pessoas da Sibéria e da Ásia Central, que se acredita serem a população ancestral dos povos indígenas nas Américas. Essa descoberta apóia a teoria de que o povoamento das Américas ocorreu na Ásia através do Estreito de Bering. Por mais de 20 anos, alguns antropólogos têm debatido se os primeiros colonos que vieram ao Novo Mundo o fizeram cruzando uma ponte de terra no Estreito de Bering, ou por mar a partir do sudoeste da Europa, no que é chamado de Hipótese Solutrean.

### Análise de DNA nuclear
O DNA nuclear humano está localizado dentro do núcleo de cada célula e constitui o genoma humano. Os humanos herdam metade de seu DNA nuclear de sua mãe e a outra metade de seu pai. Ao longo da evolução humana, ocorrem mutações que são herdadas em cada geração subsequente. Diferentes populações têm diferentes frequências dessas mutações e as histórias populacionais podem ser averiguadas a partir dessas mutações comparando as mutações de um indivíduo com outros genomas de grupos étnicos específicos.
O genoma do Anzick-1 foi sequenciado e analisado para procurar mutações específicas que pudessem lançar luz sobre a história da população dos nativos americanos modernos. O genoma do Anzick-1 foi comparado a mais de 50 genomas nativos americanos para comparação, e os pesquisadores descobriram que era significativamente mais semelhante a estes do que a qualquer população moderna da Eurásia. O genoma de Anzick-1 estava mais próximo de 44 populações de nativos americanos da América Central e do Sul do que de 7 populações de nativos americanos da América do Norte; as amostras da América do Norte foram limitadas, pois as tribos nos Estados Unidos relutaram em participar.

### Análise de DNA mitocondrial
MtDNA é o DNA localizado na mitocôndria, uma organela encontrada nas células humanas. A mitocôndria é herdada pela mãe por todas as pessoas, e a análise do mtDNA pode fornecer informações sobre a ancestralidade materna. Os genomas MtDNA são classificados em diferentes haplogrupos com base em um ancestral comum compartilhado. Esses haplogrupos distintos fornecem informações sobre os padrões de migração antigos.
Morten Rasmussen e Sarah L. Anzick et al. sequenciou o DNA mitocondrial de Anzick-1 e determinou que o bebê representa uma antiga migração da Sibéria para a América do Norte. Eles descobriram que o mtDNA de Anzick-1 pertence ao haplogrupo D4h3a, um haplogrupo "fundador" que pode representar pessoas fazendo uma antiga rota de migração costeira para as Américas. O haplogrupo D também é encontrado nas populações nativas americanas modernas, o que fornece uma ligação entre o Anzick-1 e os nativos americanos modernos. Embora seja raro na maioria dos nativos americanos de hoje nos Estados Unidos e Canadá, os genes D4h3a são mais comuns em povos nativos da América do Sul. Isso sugere uma maior complexidade genética entre os nativos americanos do que se pensava anteriormente, incluindo uma divergência inicial na linhagem genética há cerca de 13.000 anos. Uma teoria sugeria que depois de cruzar para a América do Norte vindo da Sibéria, um grupo dos primeiros americanos, com a linhagem D4h3a, mudou-se para o sul ao longo da costa do Pacífico e finalmente, através de milhares de anos, na América Central e do Sul. Outra linha pode ter se movido para o interior, a leste das Montanhas Rochosas, ocupando a maior parte do que hoje são os Estados Unidos e o Canadá.

### Análise do cromossomo Y
O cromossomo y é herdado diretamente através da linha paterna de pai para filho em cada geração. Como os homens têm um cromossomo x e um cromossomo y, e as mulheres dois cromossomos x, o cromossomo y só pode ser herdado do pai de um homem. Mutações específicas no cromossomo y podem ser usadas para rastrear a linhagem paterna de um indivíduo do sexo masculino. Como o mtDNA, essas mutações podem ser agrupadas e categorizadas em haplogrupos. O cromossomo y de Anzick-1 foi sequenciado e os pesquisadores determinaram que seu haplogrupo do cromossomo y é Q-L54 * (xM3), uma das principais linhagens fundadoras das Américas.

## Implicações
A análise do mtDNA, do DNA nuclear e do cromossomo Y de Anzick-1 revelou uma afinidade genética próxima aos nativos americanos modernos e forneceu evidências do fluxo gênico da Sibéria para as Américas há quase 13.000 anos, antes do que se pensava. Essas descobertas apóiam a hipótese de Beríngia do povoamento das Américas e refutam diretamente a hipótese de Solutrean. Os defensores da última teoria não acham que as evidências estejam em conflito.

### Hipótese de Beríngia
A hipótese de Beríngia é o modelo principal para o povoamento das Américas, que postula uma migração dos primeiros ameríndios da Sibéria através de uma ponte de terra que medeia o estreito de Bering. Essa hipótese é apoiada por evidências genéticas e arqueológicas que indicam que a migração não foi anterior a 32.000 anos atrás. Os antigos nativos americanos poderiam ter entrado no Novo Mundo através da ponte de terra da Beringia] e passando ao sul do Alasca por um corredor sem gelo no Canadá. Outro conceito é que eles usaram barcos para navegar ao longo da costa da Sibéria, da ponte de terra da Beríngia e da costa do Pacífico da América do Norte. Evidências arqueológicas na área anterior da ponte de terra ou em um caminho costeiro foram perdidas devido ao aumento do nível do mar. A análise paleogenética do Anzick-1 dá suporte à teoria da hipótese de Beríngia, mostrando que os humanos chegaram a Montana há quase 13.000 anos.

### Hipótese Solutrean
A controversa hipótese Solutrean postula que os nativos americanos modernos migraram para o Novo Mundo através do Oceano Atlântico, vindos da Europa por meio de "rodovias das correntes oceânicas". Com base nas semelhanças superficiais entre as ferramentas de pedra Clovis e as culturas anteriores de ferramentas de pedra Solutrean na Europa Ocidental, os proponentes da Hipótese Solutrean acreditam que os povos antigos cruzaram o Oceano Atlântico durante um evento climático que elevou os níveis das geleiras a um máximo que criou uma ponte de terra entre a Europa e América do Norte. Esses primeiros migrantes para o Novo Mundo teriam deixado evidências de sua presença por meio de pinturas em cavernas e uma cultura de ferramentas distinta influenciando as ferramentas do Complexo Clovis, mas também deveriam ter deixado uma assinatura genômica em indivíduos associados a tais artefatos. Nenhuma evidência convincente em apoio a esta hipótese foi encontrada, e os resultados do estudo genômico Anzick-1 a falsificam, mostrando nenhuma contribuição genética de populações europeias neste indivíduo associado a Clovis.

## Ética
Estudar os restos mortais de antigos nativos americanos é um "campo minado ético" porque questiona a "propriedade" e a interpretação do passado. Larry Echo-Hawk, membro da Pawnee Nation, acadêmico jurídico e secretário adjunto do Interior dos Estados Unidos para Assuntos Indígenas do presidente Barack Obama, disse sobre a escavação de restos mortais de índios americanos: "Independentemente do motivo para expropriar túmulos indígenas, o impacto dessa atividade sobre os nativos afetados é sempre o mesmo: trauma emocional e angústia espiritual".
Depois que os restos mortais do Anzick-1 foram escavados em 1968, eles foram analisados por várias equipes de pesquisadores e, eventualmente, devolvidos à família Anzick. Filha da família Anzick, Sarah Anzick havia se tornado pesquisadora genética. Ela esperava realizar análises genômicas no esqueleto do Anzick-1. Ela foi cautelosa porque um caso anterior, envolvendo os restos mortais de um nativo americano chamado Homem de Kennewick, causou muita controvérsia. De acordo com o NAGPRA, a lei dos EUA protege os restos mortais e artefatos de nativos americanos encontrados em terras federais ou armazenados por instituições que recebem financiamento federal. Requer a restauração de restos mortais e artefatos para tribos associadas aos restos mortais ou à cultura. Como o Anzick-1 foi descoberto em uma propriedade privada, Sarah Anzick não foi legalmente obrigada a consultar os membros tribais antes de conduzir a análise dos restos mortais. Ela discutiu seus objetivos com representantes de várias tribos de Montana que agora habitam a área, para determinar se deve usar as técnicas necessárias (que destroem algum material) para analisar os restos de Anzick-1. Como ela não conseguiu chegar a um consenso, ela desistiu temporariamente do projeto. Ela finalmente conduziu análises de DNA nos restos mortais do Anzick-1.
Depois que os resultados da análise revelaram uma ligação entre o Anzick-1 e os nativos americanos modernos, a equipe de pesquisadores procurou a consulta de várias tribos de Montana. Eske Willerslev, um pesquisador genético dinamarquês, visitou várias reservas indígenas em Montana em 2013 para tentar envolver os membros da comunidade na tomada de decisão relacionada à pesquisa do Anzick-1. Ele se encontrou com Shane Doyle, que se tornou um co-autor do artigo. Membro da tribo Crow, Doyle trabalha com estudos nativos americanos na Montana State University. Houve opiniões divergentes sobre a pesquisa realizada no Anzick-1, mas muitos membros da tribo disseram que prefeririam ser contatados antes que as técnicas destrutivas fossem executadas, não depois. A resposta esmagadora dos membros da tribo de Montana foi que os restos mortais do Anzick-1 deveriam ser enterrados de acordo com o ritual tribal.